# Henry Mainwaring
Henry Mainwaring (ur. 1587, zm. 1651) – jeden z najniezwyklejszych piratów XVII w., późniejszy wiceadmirał.
Urodził się w roku 1587 w ziemiańskiej rodzinie ze Shropshire i otrzymał wykształcenie prawnicze na uniwersytecie oksfordzkim. Musiał być bardzo inteligentnym i pracowitym młodzieńcem, skoro tytuł magistra (Bachelor of Arts) otrzymał w wieku lat piętnastu. Po ukończeniu studiów swoją dalszą karierę pragnął związać z żeglugą i już w pierwszej swej podróży morskiej został oficerem.

## Pirat Mainwaring
W 1611 roku na 160-tonowym statku „Resistance” wyruszył z poleceniem schwytania Petera Eastona zwanego Pirackim Admirałem, który swą bazę wypadową urządził w Harbour Grace na Nowej Fundlandii, poważnie komplikując angielski system połowów dalekomorskich. Specyfiką tamtych czasów była jednak płynna granica pomiędzy ścigającym i ściganym, tak więc przybywszy do Gibraltaru, Mainwaring sam postanowił zostać piratem. Trzeba także oddać słuszność, iż swoim jednym małym statkiem nic nie zdziałałby na północnym Atlantyku przeciw kilkunastu okrętom Eastona – należało zatem wzmocnić siły. Poza tym jednocześnie jego uprawnienia nadane przez króla obejmowały łupienie hiszpańskiego transportu morskiego w Zachodnich Indiach – co stawiało go w sytuacji bliższej jednak korsarstwu.
Przez chwycenie się pirackiego rzemiosła nie stał się wrogiem Albionu – wręcz przeciwnie. Po przybyciu do Afryki Północnej, gdzie postanowił prowadzić łupieską działalność, jasno określił zasady postępowania: każdy hiszpański statek jest potencjalnym łupem, zaś statki angielskie są dla jego ludzi nietykalne. W ciągu pół roku działalności zdobył tyle hiszpańskich statków, że utworzył z nich dosyć liczną flotyllę. Jego znaczenie w regionie było na tyle duże, że mógł sobie pozwolić na zakazanie piratom berberyjskim ataków na statki angielskie. Dodać należy, że zakaz ten był dość ściśle przestrzegany. Jak można się łatwo domyślić, nie mogąc atakować w tym regionie Anglików, Berberowie ze zdwojoną zaciekłością rzucili się na statki hiszpańskie, co wpływało na układ sił między mocarstwami na śródziemnomorskim teatrze działań. Nic więc dziwnego, że imię Henry’ego Mainwaringa wypowiadano w Anglii z wielkim szacunkiem. Król Hiszpanii Filip III Habsburg starał się skusić pirata do przejścia na służbę hiszpańską, co było podówczas zjawiskiem powszechnym, lecz Mainwaring był na tyle bogaty i świadom swej pozycji, że mógł sobie pozwolić na patriotyzm.
W 1614 roku wyruszył wreszcie na Nową Fundlandię, być może nawet w poszukiwaniu Eastona. Pirackiego Admirała wprawdzie już na wyspie nie było, ale Mainwaring objął ją niejako w udzielne władanie. Rabował nie tylko towary i zaopatrzenie ze statków francuskich i portugalskich, pozostawiając im jednak szczątkowe zapasy prowiantu, by nie umarli z głodu, ale także siał terror wśród lokalnych rybaków żądając od nich kontyngentów żywnościowych oraz ludzi. Wcielił on do swych załóg ok. 400 ludzi, w większości siłą. Nie był jednak okrutny, czy nieludzki. Zachowały się nawet informacje o podwładnych Mainwaringa, których herszt kazał wieszać na rejach za znęcanie się nad jeńcami.
Jesienią postanowił wrócić do północnej Afryki, lecz gdy dotarł w ten rejon, został przykro zaskoczony faktem, iż pod jego nieobecność Hiszpanie zagarnęli Marmora – jego dotychczasową bazę wypadową. Nie mając odpowiednio przygotowanych sił, przeniósł się do Villafranca w Sabaudii (obecnie Villefranche-sur-Mer), gdzie założył spółkę piracką z angielskim arystokratą nazwiskiem Walsingham.

## Pożegnanie z czarną banderą
Dwa lata później, mając niecałe 29 lat, skorzystał z amnestii królewskiej, kończąc swoją piracką karierę. Miało to związek z układem dyplomatycznym między Filipem III, który miał już dosyć Anglika, a Jakubem I. Filip III nie był w stanie pozbyć się go inaczej z akwenu śródziemnomorskiego: Mainwaring najpierw przegonił mającą przewagę liczebną hiszpańską ekspedycję karną, a potem odrzucił ofertę przejścia na hiszpańską służbę za bajońską pensję 20 000 dukatów rocznie.
Mainwaring wrócił do Anglii, gdzie 9 czerwca 1616 roku został ogłoszony wyrok stwierdzający, że nie popełnił poważniejszych zbrodni. Mainwaring był już wtedy bogatym człowiekiem, którego lud angielski witał jako bohatera, zaś król nadał mu tytuł szlachecki.
Mainwaring, będąc człowiekiem o akademickim wykształceniu, o wiele lepiej od Drake’a zaaklimatyzował się w roli dworzanina. Jednocześnie, na prośbę króla, zabrał się energicznie za oczyszczanie kanału La Manche ze swoich dawnych sprzymierzeńców – piratów berberyjskich. Jako Lieutenant of Dover Castle i Deputy Warden of the Cinque Ports (Kasztelan zamku w Dover i Powiernik Pięciu Portów) dowodził obroną angielskiego wybrzeża, odbudowując zarówno zrujnowane fortyfikacje, jak i cały system obronny, który dosłownie leżał w gruzach. Podobno w czasie jednej z inspekcji w beczce, w której miał znajdować się proch, znalazł... popiół. Oburzony krzyknął: „To już moi piraci byli uczciwsi!”.
Jednocześnie ujawnił swój talent literacki pisząc pamiętniki i rozprawy z zakresu żeglarstwa, a także historii i taktyki zwalczania piractwa.

## Smutny koniec
W 1646 roku, w czasie wojny domowej, stanął po stronie króla przeciw Cromwellowi, za co zapłacił wygnaniem wraz z królewiczem Karolem, na wyspę Jersey. Zmarł tam w ubóstwie w 1651 roku.
Pochowany został w bezimiennym grobie w kościele St. Giles w angielskim Camberwell.
Sir Henry Mainwaring był jednym z najniezwyklejszych piratów europejskich. Był niezwykle zdolnym żeglarzem i dobrym dowódcą. Jego zaś kunszt walki na morzu w ówczesnym czasie nie miał sobie równych, czego dowodzi choćby los hiszpańskiej eskadry wysłanej przeciw niemu w czasie pobytu w Villafranca (pięć dużych okrętów zostało silnie uszkodzonych w walce z trzema mniejszymi, pirackimi jednostkami).